# Glaucidium siju
Mocho-pigmeu-cubano ou caburé-cubano (Glaucidium siju) é uma espécie de ave da família Strigidae. Endêmica de Cuba.